# Warlencourt-Eaucourt
Warlencourt-Eaucourt település Franciaországban, Pas-de-Calais megyében. Lakosainak száma 133 fő (2022. január 1.). Warlencourt-Eaucourt Grévillers, Ligny-Thilloy, Le Sars és Pys községekkel határos.

## Népesség
A település népessége az elmúlt években az alábbi módon változott:
| Lakosok száma | 160  | 146  | 145  | 138  | 136  | 134  | 132  | 132  | 133  |
|               | 2013 | 2015 | 2016 | 2017 | 2018 | 2019 | 2020 | 2021 | 2022 |